# Нечаевский сельсовет (Пензенская область)
Нечаевский сельсовет — муниципальное образование со статусом сельского поселения в Мокшанском районе Пензенской области Российской Федерации.
Административный центр — село Нечаевка.

## История
Статус и границы сельского поселения установлены Законом Пензенской области от 2 ноября 2004 года № 690-ЗПО «О границах муниципальных образований Пензенской области».

## Население
| 2002  | 2010  | 2012  | 2013  | 2014  | 2015  | 2016  |
| ----- | ----- | ----- | ----- | ----- | ----- | ----- |
| 2537  | ↘2077 | ↘2033 | ↘2029 | ↘1996 | ↘1975 | ↘1944 |
| 2017  | 2018  | 2021  |       |       |       |       |
| ↘1940 | ↘1877 | ↘1833 |       |       |       |       |

## Состав сельского поселения
| № | Населённый пункт | Тип населённого пункта       | Население |
| - | ---------------- | ---------------------------- | --------- |
| 1 | Доможировка      | деревня                      | 5         |
| 2 | Краснополье      | посёлок                      | 37        |
| 3 | Липяги           | деревня                      | 8         |
| 4 | Литомгино        | село                         | ↘8        |
| 5 | Мокрые Вражки    | посёлок                      | 3         |
| 6 | Нечаевка         | село, административный центр | ↘1962     |
| 7 | Николо-Азясь     | село                         | ↘11       |
| 8 | Отрада           | деревня                      | 36        |
| 9 | Пословка         | разъезд                      | 7         |